# Togdheer
Togdheer (arabisch توغدير Tūghdayr) ist eine Region (gobolka) von Somalia.
Togdheer liegt im Norden Somalias und grenzt im Süden an die Somali-Region Äthiopiens. Seit 1991 ist es Teil des de facto unabhängigen Somaliland, das östliche Drittel der Region wird seit 2002 auch von der autonomen Region Puntland beansprucht.
2007 wurden in Dhambalin, Jilib Rihin und Haadh jahrtausendealte Höhlenmalereien entdeckt. Bei Buhoodle wurde Mitte des 19. Jahrhunderts der Sufi-Scheich, Dichter und Aufstandsführer Mohammed Abdullah Hassan geboren.

## Geographie
Die Hauptstadt der Region ist Burao, weitere größere Ortschaften sind Buhoodle, Oodweyne und Sheekh. Die Region ist in vier Distrikte unterteilt. Benannt ist sie nach dem jahreszeitlich wasserführenden Fluss Togdheer.

## Bevölkerung
Die Bewohner der Region sind Somali. Die meisten gehören dem Clan der Isaaq an; im östlichen Teil der Region um Buhoodle leben Angehörige der Dhulbahante, eines Unterclans der Harti-Darod. Wichtigste Lebensgrundlage ist die nomadische Viehzucht, die immer wieder von Dürreperioden beeinträchtigt wird.

## Politik
Seit sich der nordwestliche Teil Somalias – das ehemalige Britisch-Somaliland – 1991 als Somaliland für unabhängig erklärte, ist Togdheer Teil von Somaliland. Der östliche Teil der Region wird seit 2002 auch von Puntland beansprucht, das sich 1998 zur autonomen Region innerhalb Somalias erklärte.
Der Region sind 15 von 82 Sitzen im Parlament von Somaliland zugeteilt. Bei den Kommunalwahlen 2002 erhielt die Regierungspartei UDUB mit 27,52 % am meisten Stimmen, gefolgt von Kulmiye mit 26,24 % und SAHAN (Somalilänische Allianz für Islamische Demokratie) mit 22,87 %; SAHAN erzielte damit in Togdheer ihr bestes Ergebnis, wurde jedoch in ganz Somaliland lediglich viertstärkste Partei und gehörte damit nicht zu den drei Parteien, die für künftige Wahlen zugelassen wurden. Bei den Präsidentschaftswahlen 2003 bekam Ahmed Mohammed Mahamoud Silanyo von Kulmiye 55,19 % der Stimmen. In den Parlamentswahlen 2005 gingen 39,1 % der Stimmen an Kulmiye, 32,5 % an UDUB und 28,4 % an UCID, womit von den Parlamentssitzen von Togdheer 6 von Kulmiye, 5 von UDUB und 4 von UCID besetzt wurden.